# 犬心絲蟲
犬心絲蟲（又可譯為犬惡絲蟲），一種寄生圓線蟲，經由蚊子透過叮咬而從一個宿主傳播到另一個宿主的身上。犬心絲蟲屬於線蟲動物門圓線蟲目絲線蟲總科，會引起絲蟲病。犬心絲蟲的主要宿主是狗，但它也會寄生在貓、狼、郊狼、胡狼、狐狸等動物。此外，包括雪貂、海獅等動物，也會受感染。在某些狀況下，也出現過人類被寄生的病例。 
犬心絲蟲進入宿主身體後，會進入心臟與肺動脈系統，損壞心臟、肺臟血管及組織，造成宿主健康受到影響，嚴重者可致死。

## 分布
最早出現在美國南部，但目前已經分布到全球，只要有蚊子繁殖的地區，就可能出現這種寄生蟲。

## 生命週期
在體內的成熟雌蟲，交配後，生下微絲蟲（microfilaria）進入血液中。蚊子叮咬吸血時，微絲蟲（microfilaria）被吸入蚊子體內，在此繼續發育。在微絲蟲成熟後，會移居到蚊子喙部，趁蚊子叮咬宿主時，由蚊子喙部進入宿主的血液或淋巴系統，隨著循環系統，進入心臟或肺動脈，在此繁殖增長。

## 症狀分級
根據美國心絲蟲協會（American Heartworm Society），犬心絲蟲的症狀可分級為：
| 輕微 | 無症狀或咳嗽                                                                                                |
| 中度 | 咳嗽不耐、運動不耐、異常肺音                                                                                |
| 嚴重 | 咳嗽、運動不耐、呼吸困難、異常心肺音、肝腫大、暈厥（大腦灌流減少造成暫時失去意識） 、腹水（腹腔積液）、死亡 |

## 治療
犬心絲蟲的治療主要是依據美國心絲蟲協會每年修訂頒布的治療準則，其建議的療法有二：

### 三次注射療法
對於非重度感染犬心絲蟲、肝腎功能正常的犬隻，美國心絲蟲協會建議的療法為分三次注射Melarsomine於腰椎間的深部肌肉內，用以殺死犬心絲蟲成蟲。並配合給予類固醇、嚴格的限制運動以避免肺栓塞的發生，以及配合給予抗生素去氧羥四環素與犬心絲蟲預防藥巨環內酯，用以抑制犬心絲蟲成蟲的胚胎形成，並使成蟲虛弱。其建議的治療步驟如下表：
| 天數          | 治療 |
| ------------- | --- |
| 第0天         | 診斷及檢驗出為犬心絲蟲陽性。 開始限制運動。                                                                    |
| 第1天         | 投予心絲蟲預防藥。 還未使用類固醇的患犬，給予抗組織胺及糖皮質類固醇酮來減少過敏反應。                          |
| 第1天至第28天 | Doxycycline 10 mg/kg, 每天兩次，持續四週。                                                                     |
| 第30天        | 投予心絲蟲預防藥。                                                                                             |
| 第60天        | 投予心絲蟲預防藥。 第一劑melarsomine 2.5 mg/kg； 可使用類固醇劑量 0.5 mg/kg； 更嚴格的限制運動（籠養或鏈養）。 |
| 第90天        | 投予心絲蟲預防藥； 第二劑melarsomine 2.5 mg/kg。                                                               |
| 第91天        | 第三劑melarsomine 2.5 mg/kg； 可使用類固醇劑量 0.5 mg/kg； 打完第三劑melarsomine後的6至8週內，持續限制運動。   |
| 第120天       | 檢測微絲蟲。                                                                                                   |
| 第271天       | 在治療計畫完成(及注射第三劑melarsomine)的六個月後，檢測抗原。                                                  |

### 外科移除療法
對於重度感染犬心絲蟲的犬隻，由於成蟲數量過多，使用三次注射療法可能有肺栓塞的高度風險，或是不即時移除會有生命危險，此時採用的療法為外科移除，從右側頸靜脈以鉗子直接夾除血管內的犬心絲蟲成蟲。

### 其他療法
美國心絲蟲協會並不建議使用長期投予犬心絲蟲預防藥巨環內酯的療法，即抑制微絲蟲並等待體內犬心絲蟲成蟲自然死亡（俗稱：緩殺法、消極治療）。此療法因為費用遠低於三次注射療法，而被看作是三次注射療法之替代方案。協會指出，使用緩殺法往往需要耗費2年才能清除95%的蟲，而在此段期間內，心臟仍持續受到損害，且有可能產生具有抗藥性的犬心絲蟲。協會中的內科心臟學教授Clarke E. Atkins更指出緩殺法並非100%有效，研究顯示亦有犬隻在接受緩殺法後惡化。故而原則上應避免採用緩殺法，而倘採用，也應配合30日的去氧羥四環素治療，其有助於根除犬心絲蟲母成蟲子宮內的沃爾巴克氏體，而能影響母成蟲的繁殖能力。